# Tony Meehan

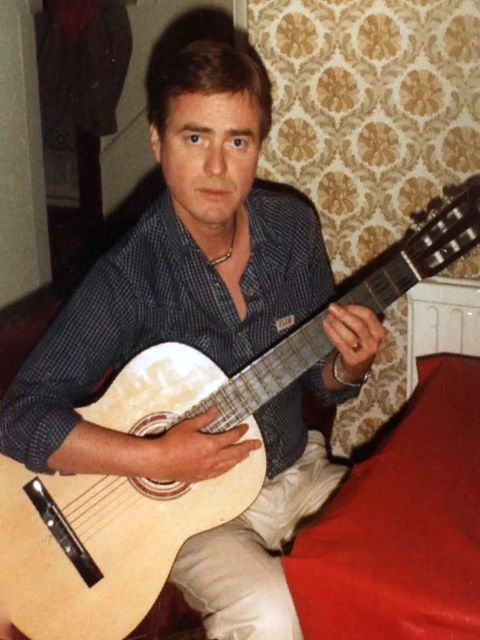
Tony Meehan

Tony Meehan (Hampstead, 2 maart 1943 – Londen, 28 november 2005) was samen met Jet Harris, Hank  B. Marvin en Bruce Welch oprichter van de Britse popgroep The Shadows. Meehan speelde drums in alle vroege hits van Cliff Richard en The Shadows. In het nummer See You In My Drums is een hoofdrol voor hem weggelegd.
Hij was pas tien jaar oud toen hij interesse kreeg voor het drummen. Toen hij dertien was, had hij zijn eerste baan als drummer bij een band die speelde in een discotheek in Willesden, Londen. Toen hij vijftien was sloot hij zich aan bij de begeleidingsband van Cliff Richard, The Drifters. De naam van de band werd later veranderd in The Shadows. 
Meehan verliet The Shadows in 1961 en ging werken bij Decca Records. Hij vormde in die tijd ook nog een duo met gitarist Jet Harris.
Meehan overleed aan de gevolgen van een hoofdwond die hij opliep tijdens een val in zijn woning.